# Əşrəf Aşirov
Əşrəf Nail oğlu Aşirov (ur. 18 stycznia 2001) – azerski zapaśnik startujący w stylu wolnym. Zajął dwunaste miejsce na mistrzostwach świata w 2021. Srebrny medalista mistrzostw Europy w 2022. 
Wicemistrz świata juniorów w 2021, a także MŚ U-23 w 2023.  Trzeci na ME U-23 w 2022 roku.